# Giro delle Marche 1975
Il Giro delle Marche 1975, ottava edizione della corsa, si svolse il 19 agosto 1975. La vittoria fu appannaggio dell'italiano Serge Parsani, il quale precedette i connazionali Enrico Paolini e Giacinto Santambrogio.

## Ordine d'arrivo (Top 10)
| Pos. | Corridore             | Squadra            | Tempo |
| ---- | --------------------- | ------------------ | ----- |
| 1    | Serge Parsani         | Bianchi-Campagnolo | ?     |
| 2    | Enrico Paolini        | Scic-Colnago       | ?     |
| 3    | Giacinto Santambrogio | Bianchi-Campagnolo | ?     |
| 4    | Pierino Gavazzi       | Jollj Ceramica     | ?     |
| 5    | Aldo Parecchini       | Brooklyn           | ?     |
| 6    | Costantino Conti      | Furzi-F.T.         | ?     |
| 7    | Italo Zilioli         | Magniflex          | ?     |
| 8    | Giancarlo Bellini     | Brooklyn           | ?     |
| 9    | Mario Lanzafame       | Furzi-F.T.         | ?     |
| 10   | Giancarlo Polidori    | Furzi-F.T.         | ?     |